# Liste des édifices religieux de Grenoble
Cet article présente la liste des édifices religieux situés dans le territoire de la ville de Grenoble.
Note : cette liste n'est pas exhaustive.

## Catholique
- Cathédrale Notre-Dame, place Notre-Dame.
- Collégiale Saint-André, place Saint-André.
- Église basilique du Sacré-Cœur, rue Jean-Macé.
- Église basilique Saint-Joseph, place de Metz.
- Église Saint-Bruno, place Saint-Bruno.
- Église Saint-François-de-Sales, rue Saint-François-de-Sales.
- Église Saint-Hugues, place Notre-Dame.
- Église Saint-Jacques-le-Majeur, rue de Chamrousse.
- Église Saint-Jean, rue Irvoy.
- Église Saint-Laurent, place Saint-Laurent.
- Église Saint-Louis, parvis de l'Abbé-Pierre.
- Église Saint-Luc, rue Eugène-Delacroix de Île Verte.
- Église Saint-Paul, rue Lieutenant-Chabal.
- Église Saint-Pierre, cours de la Libération.
- Église Saint-Vincent-de-Paul, rue Abbé-Barral.
- Centre œcuménique Saint-Marc, avenue Malherbe.
- Église de la Mission italienne des pères scalabriniens pour les migrants, rue Anthoard.
- Église Notre-Dame-Réconciliatrice de Grenoble, relais des pères missionnaires de La Salette.

## Chapelles
- Chapelle des Pénitents blancs, rue Voltaire .
- Chapelle de la Bienheureuse-Vierge-Marie, avenue Léon Blum de Beauvert.
- Chapelle du couvent des Minimes, puis du Grand Séminaire, rue du Vieux Temple (salle de concert).
- Chapelle du couvent Sainte-Cécile, rue Servan (salle d'expositons).
- Chapelle du couvent Sainte-Marie-d'en-Bas, rue Très-Cloîtres, (salle de théâtre).
- Chapelle du couvent des Visitandines de Sainte-Marie-d'en-Haut, rue Maurice-Gignoux.
- Chapelle Notre-Dame-Réconciliatrice, rue Joseph Chanrion.
- Chapelle Saint-Roch, rue du Souvenir au cimetière Saint-Roch.
- Chapelle Sainte-Marie et Saint-Michel, rue Charles Gounod.

## Église arménienne
- Église évangélique arménienne Saint-Gabriel, rue Dupleix, ancienne Église Saint-Augustin.

## Protestant/Évangélique
- Temple réformé, rue Fourier.
- Église évangélique assemblée de Dieu, cours Berriat.
- Église protestante évangélique, cours Berriat.
- Église protestante évangélique, avenue de Vizille.
- Église évangélique chrétienne, rue Casimir Périer.
- Église adventiste, rue Léon Jouhaux.
- Église adventiste + assemblée chrétienne, rue Edmond Rostand.

## Musulman
- Mosquée du centre culturel musulman de Grenoble, quartier Alma.
- Mosquée Al Fath, rue des Très Cloîtres quartier Teissere.
- Mosquée AL Imane, rue du Vieux Temple quartier Teissere.
- Mosquée Abou Bakr, rue Anatole France quartier Mistral.
- Mosquée Al Katar, quartier Villeneuve.
- Mosquée Al Tawba, rue Alfred de Musset quartier Villeneuve.
- Mosquée des Baladins, allée des Frênes.
- Mosquée de Saint-Bruno.
- Mosquée turque du centre-ville.

## Israélite
- Synagogue, rue André Maginot.

## Église millinaristes
- Église de Jésus-Christ des saints des derniers jours, cours de la Libération.
- Salle du royaume des témoins de Jéhovah, impasse Simard.
- Salle du royaume des témoins de Jéhovah, rue des Arts et Métiers.

## Orthodoxe
- Église orthodoxe grecque Saint-Georges, rue Mangin.
- Chapelle de la Résurrection, avenue Vizille.